# Павлюк, Николай Иванович
Николай Иванович Павлюк (укр. Микола Іванович Павлюк; 22 октября 1995 года; Черновцы, Черновицкая область, Украина) — украинский футболист, защитник.

## Биография

### Ранние годы
Родился в Черновцах, отец Николая в своё время выступал на любительском уровне в футбольных клубах города Черновцы и Черновицкой области, а затем начал работать в главной команде области — «Буковине». Именно поэтому Николай в 2008 году и начал свой путь в этом клубе, выступая за черновицкую команду до 2011 года в ДЮФЛУ — 48 матчей (3 гола). Первый тренер — Алексей Дашкевич. В 2012 году перешёл в состав молодёжной команды донецкого «Металлурга».

### Клубная карьера
С 2012 года тренировался с первой командой «металлургов», но из-за высокой конкуренции в команде не сыграл за неё ни одного официального поединка. Зато выступал за дончан в молодёжном первенстве, где играл под руководством Сергея Шищенко. В первенствах Украины (U-19, U-21) за команду провёл 46 встреч.
В 2015 году, после расформирования «Металлурга», вместе с другими игроками молодёжного состава перешёл в каменскую «Сталь», где сначала также выступал за команду U-21. Дебютировал в основном составе клуба 20 августа 2017 года в поединке Премьер-лиги против киевского «Динамо». Однако большинство матчей снова провёл за команду дублёров, в чемпионате Украины (U-21) сыграл 52 матча.
В конце сезона 2017/18 был заявленный перволиговым «Гелиосом», который в последнее время имел проблемы с кадрами. В июле 2018 года подписал контракт с родной «Буковиной», дебютировал 18 июля в матче кубка Украины против ФК «Калуша», а 2 сентября в матче против хмельницкого «Подолья» отметился дебютным голом. Выступал за родной клуб до завершения 2018/19 сезона.
В феврале 2021 года подписал контракт с клубом «Подолье» (Хмельницкий), а в последнее время буковинец играл в Словакии за клуб третьего по уровню дивизиона: «Имель». С июля того же года был игроком ФК «Эпицентр» (Дунаевцы). В общей сложности за обоих представителей Хмельницкой области провел 10 официальных матчей, а летом 2022 снова подписал контракт с родной «Буковиной».

## Достижения
- Серебряный призёр Второй лиги Украины: 2020/21